# Эрейра (Монтемор-у-Велью)
Эрейра (порт. Ereira) — район (фрегезия) в Португалии, входит в округ Коимбра. Является составной частью муниципалитета Монтемор-у-Велью. Находится в составе крупной городской агломерации Большая Коимбра. По старому административному делению входил в провинцию Бейра-Литорал. Входит в экономико-статистический субрегион Байшу-Мондегу, который входит в Центральный регион. Население составляет 714 человека на 2001 год. Занимает площадь 7,26 км².